# Żabczyce
Żabczyce – osada leśna w Polsce położona w województwie opolskim, w powiecie głubczyckim, w gminie Głubczyce.
W latach 1975–1998 miejscowość administracyjnie należała do ówczesnego województwa opolskiego.